# Panda (företag)

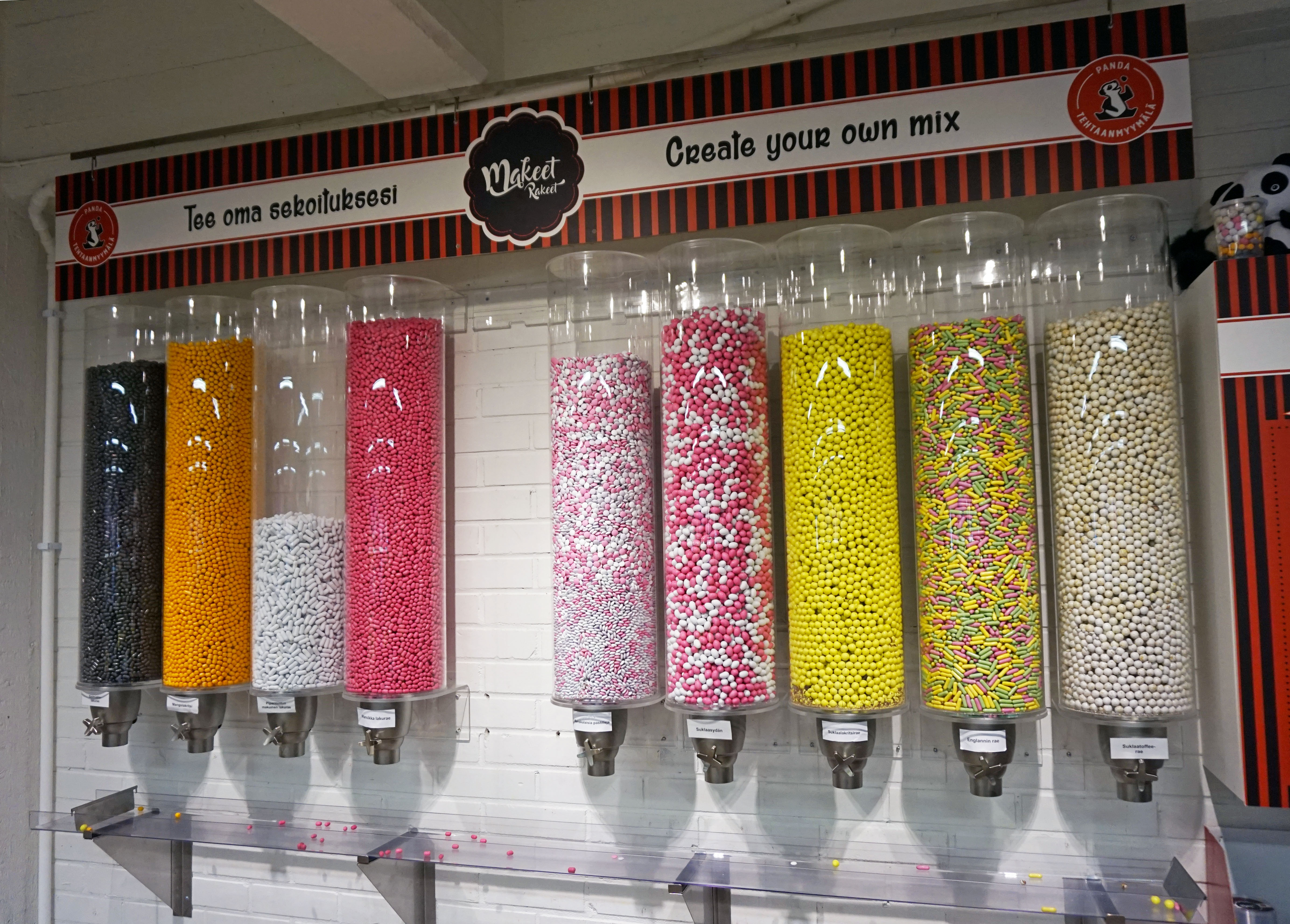
Godis från Panda.

Panda Oy är en finländsk tillverkare av konfektyr. Företaget har sitt huvudkontor i Vaajakoski, Jyväskylä och ägs av Orkla. Panda är känt för sina choklad- och lakritsprodukter.

## Historia
SOK grundade Panda år 1920. Namnet var då SOK:s konfektyrfabrik. År 1929 flyttade den till en byggnad intill margarinfabriken. Under de första åren bestod produktutbudet endast av hårda karameller och marmelad. Tillverkningen av choklad började i den nya byggnaden och lakrits började tillverkas under det följande decenniet. Under krigsåren minskade produktutbudet och i slutet av 1942 fanns det bara morotsmarmelad. Efter andra världskriget försvårade regleringen konfektyrtillverkningen, men på 1950-talet blev även detta lättare och industrin började att växa snabbt.